# الطواويس (جزيرة)

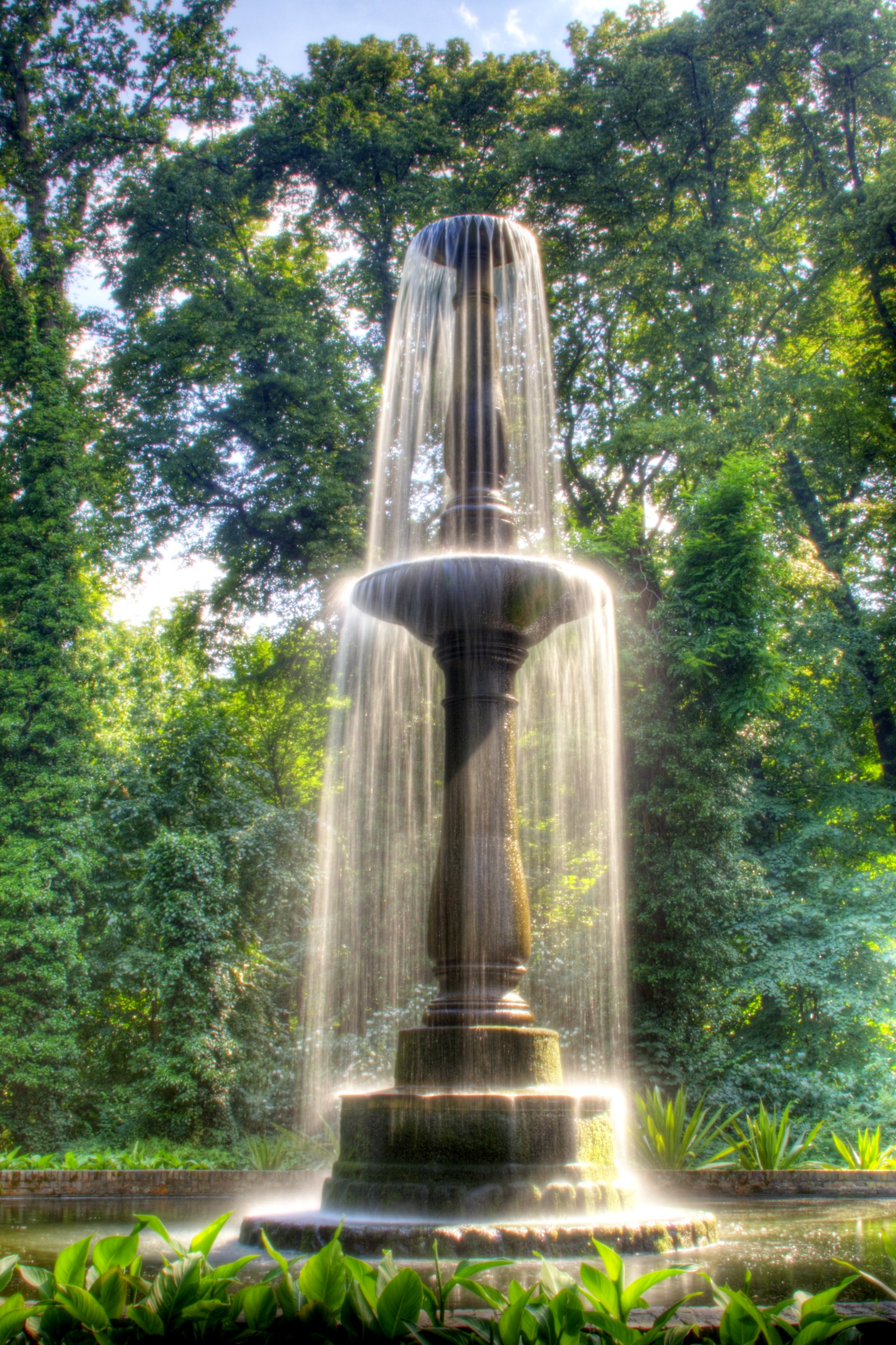
لقطة في جزيرة الطواويس.

جزيرة الطواويس (بالألمانية: Pfaueninsel) هي جزيرة تقع في نهر هافل قرب بحيرة فانزيه [الألمانية] في برلين. الجزيرة شعبية يرتادها الناس أيام العطلات. حتى عام 1689 كان يوهانس كونكل صانع الزجاج يتخذ من الجزيرة مقرا لصناعة الزجاج. وفي ذلك الوقت كانت الجزيرة تسمى جزيرة الأرانب [الإنجليزية]. وعلى مقربة من الشرق تقع جزيرة اصغر اسمها جزيرة البجع [الألمانية].
في عام 1793 استولى الملك فريدريش فلهيم الثاني [الألمانية] على الجزيرة وقام ببناء حديقة حيوانات هناك، التي احتوت على الطاواويس أيضا. وفي نهاية القرن الثامن عشر أمر ببناء القلعة على الجزيرة. اندلعت النيران لأسباب غير معروفة في عام 1880 وأحرق بيت النخيل فيها. وقيل ان الحريق يعود إلى شرارة من المدخنة.
في فترة ما بعد الحرب تنتمي الجزيرة إلى الجزء الغربي من برلين. الجزيرة قد احتفظت إلى حد كبير بالطابع المقصود منها، تعيش فيها الطاواويس حرةً، كما بالنسبة إلى الطيور الغريبة التي يمكن العثور عليها في الأقفاص الكبيرة، وتمتلك الجزيرة مجموعة غنية من النباتات. الجزيرة برمتها توصف بأنها محمية طبيعية منذ عام 1990 وأقرتها اليونسكو كمواقع التراث العالمي، جنبا إلى قلاع برلين [الألمانية] وحدائق بوتسدام [الألمانية].

## معرض صور

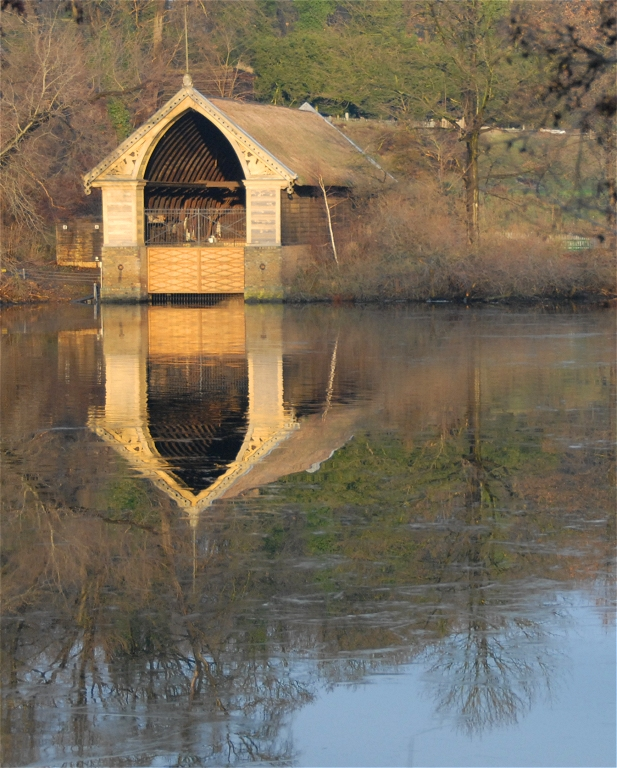
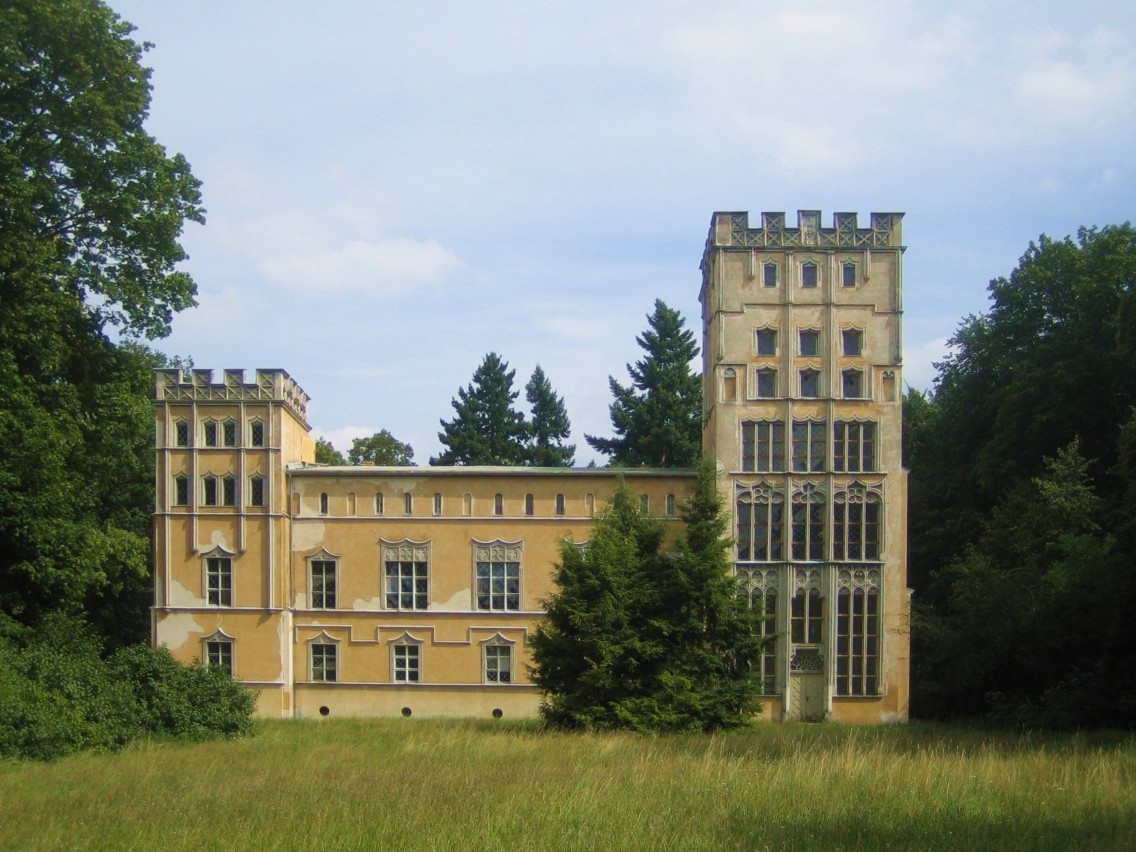
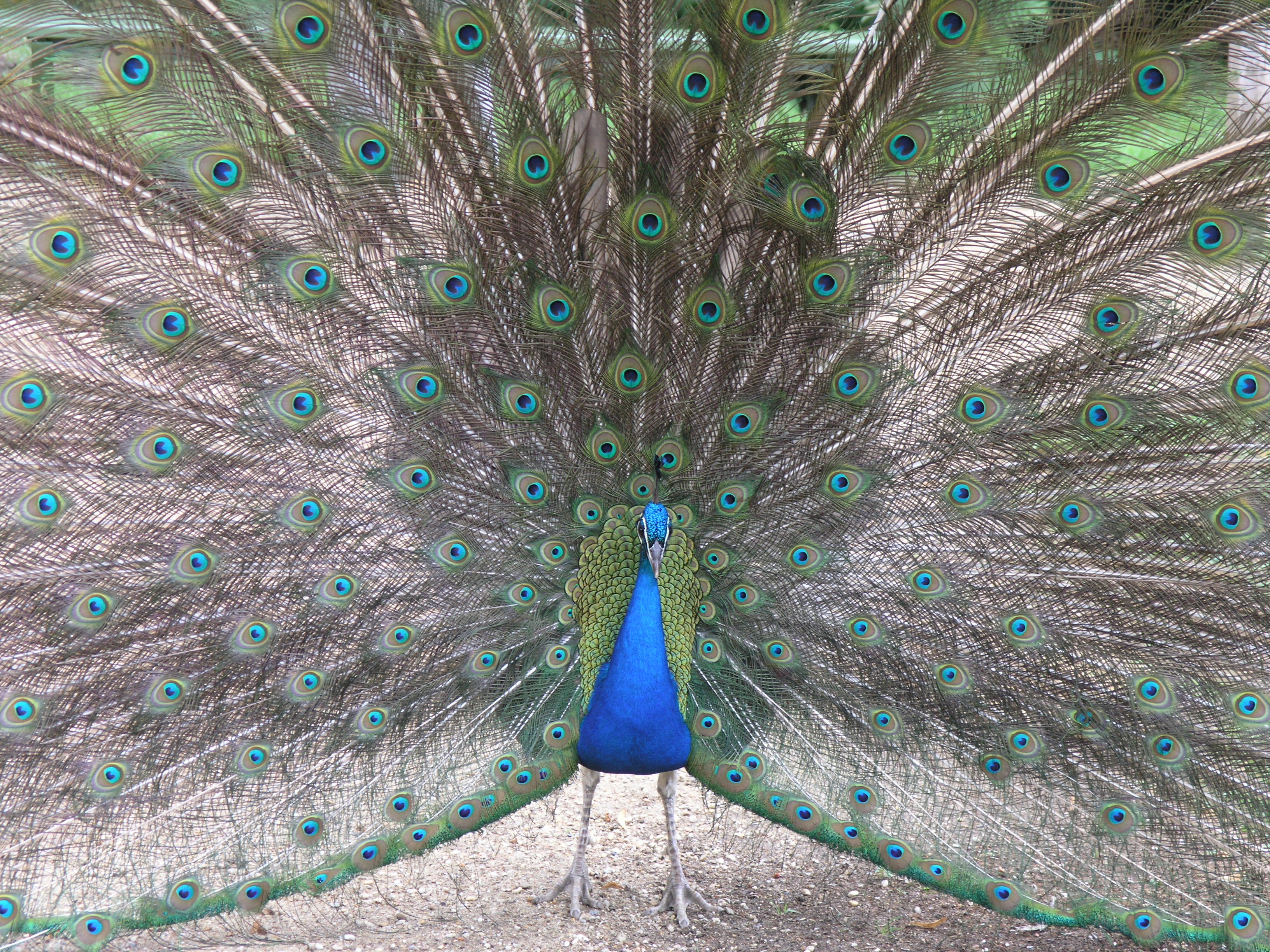
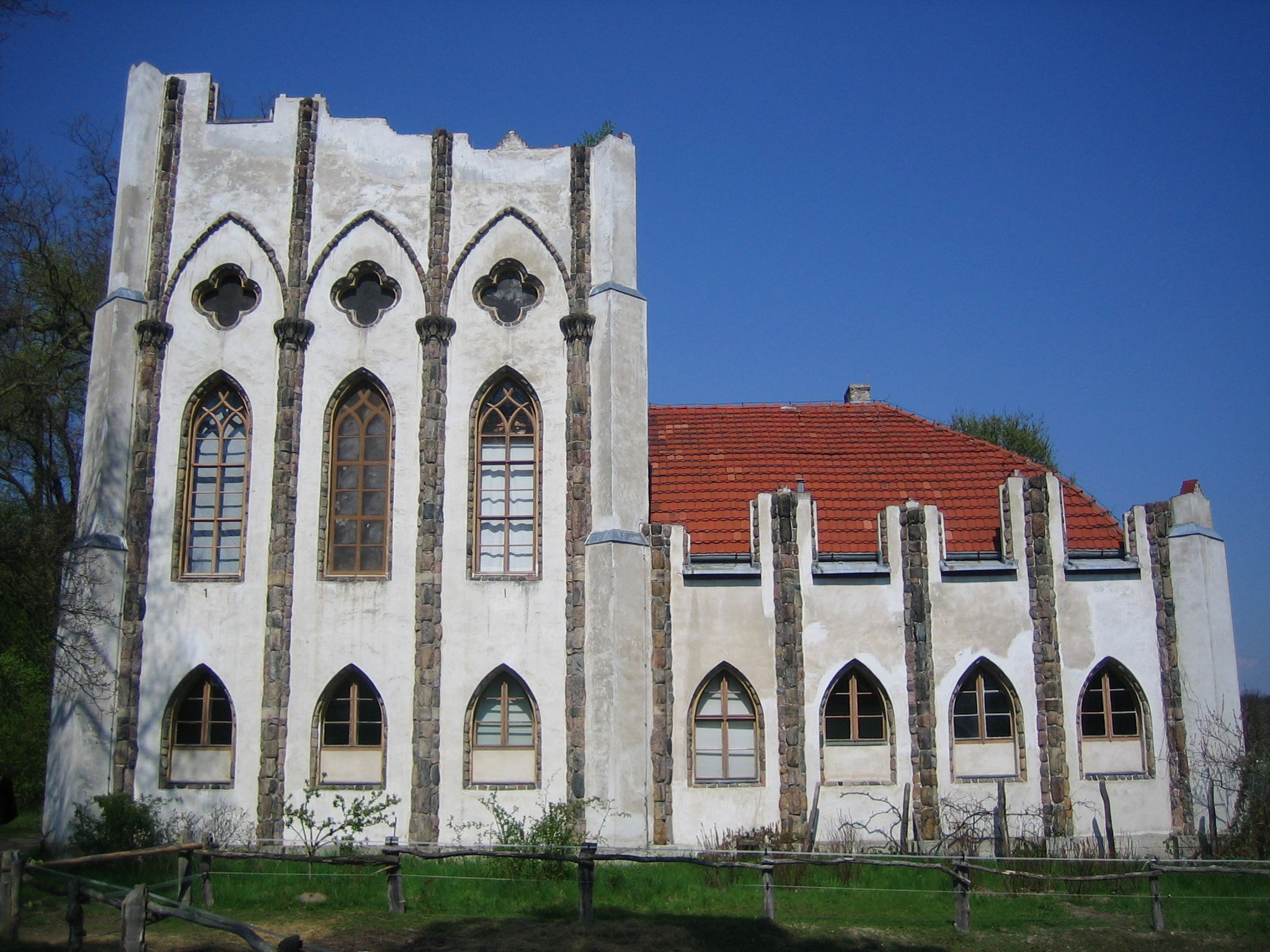
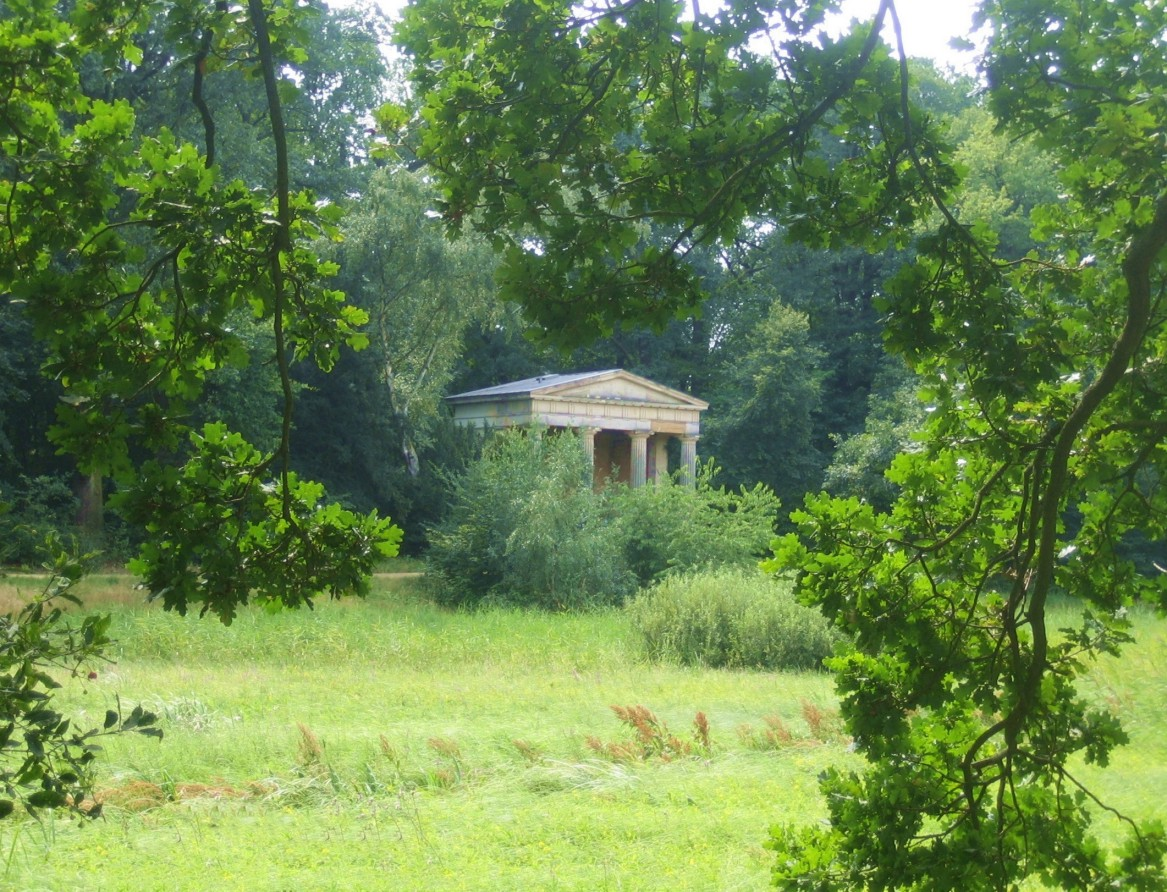

## وصلات خارجية
- Extensive description with numerous pictures of the Palmenhaus and the island's dairy farm (ألماني)
- Panorama shots of the Pfaueninsel